# TrackMania (computerspelserie)

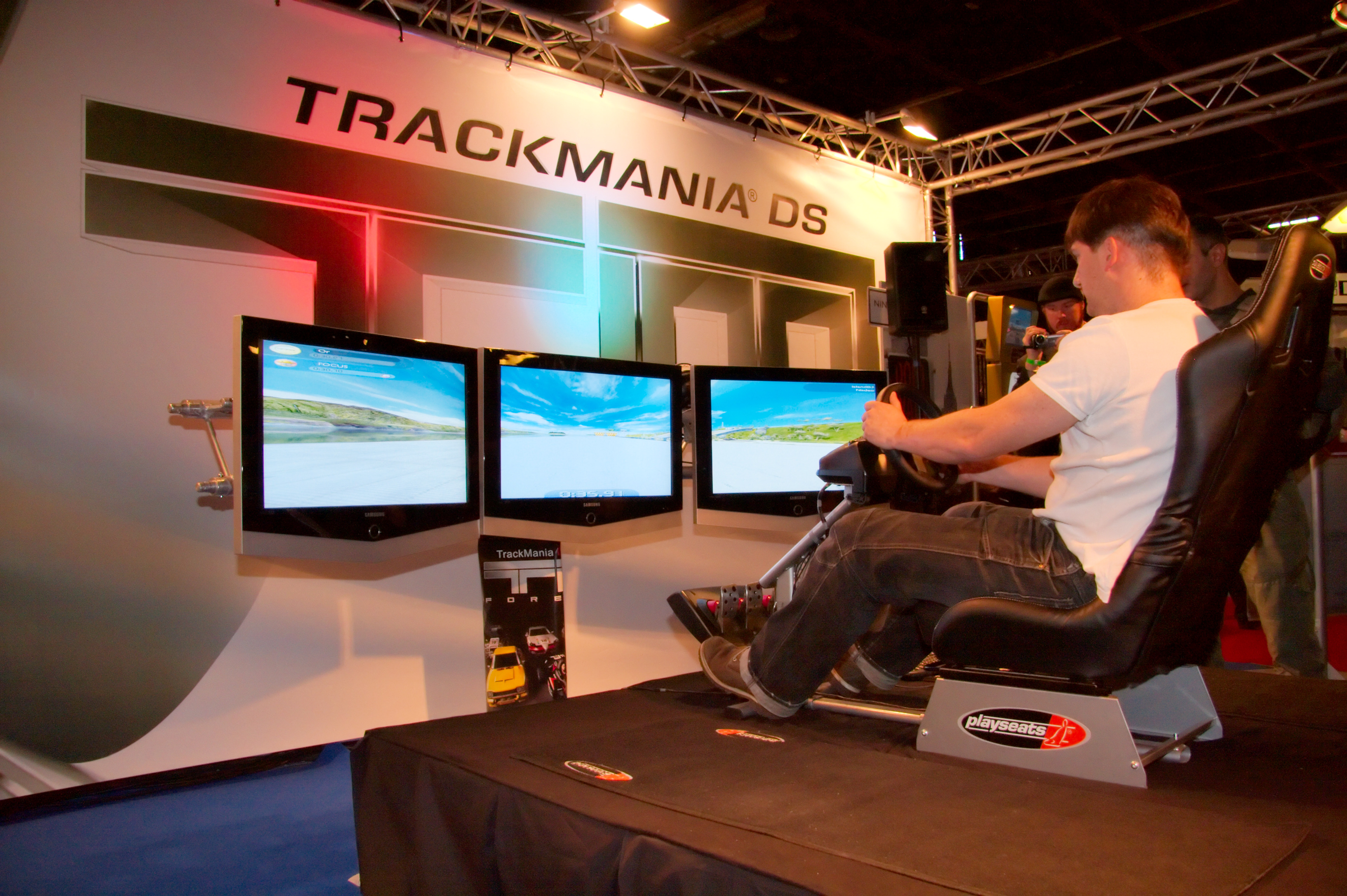
TrackMania stand op Festival du jeu video, september 2008

TrackMania is een succesvolle spellenreeks van racespellen voor Windows. Het bevat de onderdelen stunt, baanbouwen, puzzel en een test voor de fijne motoriek. Het is ontwikkeld door de Franse spelontwikkelaar Nadeo. In plaats van de standaard trend voor racegames om een auto en baan te kiezen om te spelen, bevatten de TrackMania ook een optie om eigen banen te bouwen. Deze editor maakt gebruik van een simpel blokkensysteem.
In tegenstelling tot de meeste andere racespellen laten de TrackMania-spellen een baan een onbeperkt aantal keer afgelegd worden, bijvoorbeeld totdat je een bepaalde prestatie hebt behaald of, in de multiplayerfunctie, totdat de tijd op is. Men kan op elk moment kiezen om terug te gaan naar het laatste checkpoint of om opnieuw te beginnen. Bijvoorbeeld als de auto op de kop is terechtgekomen, uit de bocht is gevlogen of zelfs al omdat het begin niet goed ging. Bij de multiplayerfunctie racen de auto's op dezelfde baan, maar ze kunnen niet botsen met elkaar, of elkaar beïnvloeden. Er is in de multiplayerfunctie ook de mogelijkheid om de auto's van andere spelers niet te zien door op "O" te drukken en om de namen van de spelers niet te zien door op de "~" toets te drukken. 

## Serie
- TrackMania; Het eerste spel uit de reeks. Tegenwoordig vaak TrackMania Orginal genoemd. Vaak afgekort tot TMO.
- TrackMania Sunrise; Het tweede spel uit de reeks. Vaak afgekort tot TMS.
  - TrackMania Sunrise eXtreme; De uitbreiding op TrackMania Sunrise. Vaak afgekort tot TMSX.
- TrackMania Nations; Een freeware-game, en de derde uit de reeks. Vaak afgekort tot TMN.
  - TrackMania Nations Forever; De uitbreiding op TrackMania Nations. Vaak afgekort tot TMNF.
- TrackMania United; Het vierde spel uit de reeks. Vaak afgekort tot TMU.
  - TrackMania United Forever; De uitbreiding op TrackMania United. Vaak afgekort tot TMUF.
- TrackMania DS; een versie voor de Nintendo DS, met drie omgevingen uit TrackMania United.
  - TrackMania Turbo (DS); het tweede deel van Trackmania voor de Nintendo DS, met 4 omgevingen, waarvan 3 nieuw op de Nintendo DS.
- Trackmania 2; TrackMania vernieuwd door Ubisoft, er zijn drie omgevingen: Stadium, Canyon en Valley.
- TrackMania Turbo; TrackMania voor de PlayStation 4, Xbox One en Microsoft Windows. deze versie is grotendeels door Ubisoft; ontwikkeld.
- TrackMania (2020); Nieuwste spel in de reeks met nieuwe toevoegingen zoals: Royal, Cup Of The Day en Clubs. De game is gratis maar om toegang tot alle content te krijgen is een abonnement vereist.
- TrackMania Pride edition; Een uitbreiding voor trackmania 2020 voor de pride month

Ook is er een kleine, online versie ter promotie van de reeks, genaamd Mini TrackMania. Dit spel maakt gebruik van Adobe Flash.